# 비후성 심근병증
비후성 심근병증(hypertrophic cardiomyopathy, HCM, 폐쇄성인 경우 'obstructive'를 붙여 HOCM)은 다른 원인 없이 심근이 두꺼워지는 질환이다. 가장 흔히 두꺼워지는 부분은 심실사이막과 심실이다. 이로 인해 심장이 혈액을 펌프질하는 효율성이 떨어지며 전기 신호를 전도하는 데에도 문제가 생길 수 있다.
비후성 심근병증 환자의 증상은 다양하다. 무증상일 수도 있고 피로, 부종, 호흡곤란을 보일 수도 있다. 흉통이나 실신으로 이어지는 경우도 있다. 탈수 시 증상이 악화될 수 있다. 합병증에는 심부전, 부정맥, 심정지로 인한 급사 등이 있다.
비후성 심근병증의 가장 흔한 원인은 부모로부터 유전되는 것이다. 이 유전은 상염색체 우성이다. 심근 단백질을 만드는 데 관여하는 특정 유전자의 돌연변이가 종종 원인이 된다. 좌심실 비후의 다른 유전성 원인에는 파브리병이나 프리드리히 운동실조가 있으며 타크로리무스 같은 특정 약물도 원인이 될 수 있다. 심장이 커지는 다른 생각해 볼 수 있는 원인은 운동선수 심장 증후군, 고혈압 같은 질환이 있다. 비후성 심근병증은 진단하기 위해 가족력이나 유전자 가계도를 이용하기도 하며, 유전자 검사, 심전도, 심초음파, 부하 검사 같은 다양한 검사법을 시행할 수 있다. 비후성 심근병증은 다른 심근병증을 일으키는 유전적 원인과 구별하는 방법은 상염색체 우성으로 유전되는 사실을 이용하는 것이다. 파브리병은 X염색체 연관이며 프리드리히 운동실조는 상염색체 열성으로 유전된다.
치료 방법은 증상과 다른 위험 인자를 통해 결정한다. 사용 가능한 약물에는 베타 차단제와 디소피라미드가 있다. 이식형제세동기는 특정 유형의 부정맥을 가진 환자한테 사용이 권장된다. 격벽근절제술이나 심장 이식과 같은 수술은 다른 방법을 통해 개선되지 않는 환자한테 시행할 수 있다. 치료 시 사망률은 연간 1% 미만이다.
비후성 심근병증은 대략 500명당 1명 꼴로 발병한다. 남성과 여성의 발병률은 차이가 없다. 모든 연령에서 발생할 수 있다. 처음으로 이 질병을 현대적으로 설명한 것은 1958년 도널드 티어(Donald Teare)이다.